# Hyundai Tucson
El Hyundai Tucson, también llamado Hyundai ix35, es un vehículo utilitario deportivo perteneciente al segmento C producido por el fabricante surcoreano Hyundai desde el año 2004. El nombre es el topónimo inglés para la ciudad de Tucson en Arizona.
El Tucson es un cinco plazas con carrocería de cinco puertas; tiene motor delantero transversal y tracción delantera o tracción en las cuatro ruedas, en todos los casos sin sistema reductor. Comparte plataforma con el Kia Sportage.
En cuanto a seguridad, ha obtenido una calificación de cinco estrellas en pruebas realizadas por Global NCAP y Euro NCAP, lo que lo convierte en uno de los vehículos más seguros dentro de su segmento. 
Es el modelo más vendido por Hyundai en Estados Unidos y Europa.
Tiene como principales rivales al Audi Q3, BMW X1, Citroën C5 Aircross, Ford Escape/Kuga, Honda CR-V, Jeep Cherokee, Kia Sportage, Mazda CX-5, Mercedes-Benz Clase GLA, Mitsubishi Outlander, Nissan Qashqai, Opel Grandland X, Peugeot 3008, Range Rover Evoque, Renault Kadjar, SEAT Ateca, Suzuki Vitara, Toyota RAV4, Volkswagen Tiguan, Volvo XC40.

## Primera generación (2004-2009)
El Tucson de primera generación se puso a la venta en el año 2004. Su chasis monocasco es el mismo del Kia Sportage lanzado en el año 2004 y similar al del Hyundai Elantra de la misma generación.
La primera generación del Tucson se presentó al público en el Salón del Automóvil de Fráncfort del año 2004. Su denominación es Tucson ix en Corea del Sur e ix35 en Europa y América. El modelo se fabrica en Corea del Sur y República Checa. Los dos motores son en un principio un gasolina atmosférico de cuatro cilindros en línea 2.0 de 141 PS (104 kW; 139 CV) @ 6000 , y un Diésel de cuatro cilindros en línea y 2.0 litros en variantes de 113 CV (83 kW; 111 CV), 150 CV (110 kW; 150 CV) @ 3800 rpm y 140 CV (100 kW; 140 CV) a 4000 rpm. Los modelos con los motores 2.0 CRDi posteriores incluyen turbocompresor de geometría variable.
En los EE. UU., el modelo Tucson se ofrece en base GLS, SE línea media, y de primer nivel Limited (anteriormente LX) los niveles de equipamiento para los modelos 2004. A principios de los años 2005 y el año 2006 los modelos fueron ofrecidos como GL / GLS / Limited. El equipamiento de serie incluye aire acondicionado, control de crucero, seis airbags, control electrónico de estabilidad, un reproductor de CD, llantas de aleación, entrada remota sin llave, asientos de tela y de primera calidad. La SE agrega a la lista en contraste con revestimiento gris cuerpo, una aleación de diseño diferente, un AM / FM / Casete / CD , así como faros antiniebla y un limpiaparabrisas rejilla frontal de deshielo. El Limited añade superficies de cuero de asientos, un 6 discos en el tablero cambiador de CD, revestimiento de color de la carrocería, control de clima automático, asientos con calefacción y. La SE y Limited sólo están disponibles con el 2.7 L V6. El GLS viene sólo con el 2.0 litros de cuatro cilindros.
El Tucson ofrece espacio de carga modesta pero sus asientos y fáciles de pliegue puede ampliar este volumen para que queden planas. Incluso el asiento del pasajero delantero se pliega para un espacio adicional de carga.
El Hyundai Tucson recibió elogios de coches canadiense del año premio al mejor nuevo crossover para el año 2004.
El Tucson fue nombrado como uno de los vehículos más fiables a partir del año 2009 por la encuesta de fiabilidad de Consumer Reports.

### Año 2006
Los cambios para el año 2006 fueron mínimos. El LX se convirtió en el Limited y tiene revestimiento de un código de colores, control de climatizador automático, y un sistema de sonido de alto rendimiento. El GLS conservó el revestimiento gris, pero 'HYUNDAI' ya no es de marca en el revestimiento de las puertas delanteras. El GLS también tiene asientos de tela mejoradas con la opción de un elemento de calefacción. Tanto GLS y Limited poseen llantas de aleación rediseñadas. La base GL se mantuvo sin cambios.

### Año 2007
Los cambios para 2007 también fueron mínimos. El MIC GL y GLS se cambió el nombre a GLS y SE, respectivamente, para que coincida con el estándar para todos los nuevos vehículos Hyundai.

### Año 2009
Los Hyundai Tucson del año 2009 recibieron restyling menores y cambios en ajustes.
De todos los motores hasta el año 2010, el motor G4GC 2.0 Litros Mitsubishi , que está en la carrocería de Tucson 2009-2010, es el mejor en potencia y torque, con sus 142 Caballos (HP) y 189 Mn de torque.

## Segunda generación (2010-2015)
En la mayoría de los mercados fuera de Corea del Sur y América del Norte, el nombre de Hyundai Tucson (también conocida como la "Hyundai Tucson ix 'en Corea) se retiró en favor de Hyundai ix35. Vehículos vendidos en los EE. UU. continuaron a llamarse Tucson. [12] El ix35 fue presentado en el Salón del Automóvil de Frankfurt del año 2009. [13] características de la salida de potencia, eficiencia de combustible, confort y seguridad se han actualizado todos. Conocido por el nombre del proyecto LM, se tardó 36 meses y 280 millones de won (aprox. US $ 225 millones) para desarrollar.

### Diseño
Se informó el estilo del ix35 se basa en el concepto de Hyundai ix-ONIC. [14] El ix35 fue escrito por el diseñador Hyundai Cha Il-Huy en 2003, bajo la dirección del exdiseñador de BMW Thomas Bürkle en el estudio de diseño de Hyundai Russelsheim  en Alemania y continúa lenguaje de estilo de la compañía, comercializado como "escultura de fluidos". [15] [16] El vehículo crossover compacto ha barrido de líneas cupé, un vehículo premium y viene con características no disponibles en su predecesor.
El Tucson / ix35 está disponible con varios motores: un totalmente nuevo motor diésel de 2 litros R, una de las dos variantes Theta-II (motor de gasolina 2.0L o 2.4L, 1.7L) UII diésel y gasolina 1.6L GDI Gamma. Los dos más tarde sólo en Europa. La transmisión automática es totalmente de nuevo diseño de seis velocidades de Hyundai. Las transmisiones manuales disponibles en Europa es una de 6 velocidades para el 1.7 y 2.0 motores diésel y 1.6 Gamma y una velocidad de 5 2.0 Theta. El motor diésel de 2.0 litros, disponible fuera de América del Norte, cumple con las normas Euro V de emisiones y alcanza 15,4 kilómetros por litro economía de combustible con potencia máxima de 184 caballos de fuerza. El motor de gasolina de 2.0 litros tiene una economía de combustible de 11,7 kilómetros por litro con 166 caballos de fuerza. En Corea del Sur, el motor diésel se ofrece tanto en las ruedas delanteras motrices y todas las ruedas motrices configuraciones, mientras que el motor de gasolina de 2.0 litros está disponible sólo en las ruedas delanteras motrices . Las versiones norteamericanas son alimentados ya sea por la producción de 2.0L de 165 caballos de fuerza o un 2.4 litros motor de gasolina de cuatro cilindros que produce 176 caballos de fuerza acoplado a la transmisión automática de seis velocidades. El motor de 2,4 litros hace casi la misma potencia que el motor V6 de generación anterior, mientras que la gestión de un 20% mejor economía de combustible que la generación anterior de cuatro cilindros. [17]
El Tucson / ix35 vendidos en los EE. UU. llegó en tres acabados: GL, GLS y Limited, con todas las ruedas disponible para GLS y adornos Limited. El GL viene con una transmisión manual estándar, pero una de 6 velocidades de transmisión automática está disponible y es estándar en GLS y Limited. Las características incluyen controles disponibles montados en el volante de audio, manos libres Bluetooth conectividad de teléfono, sistema de navegación, y un estándar de iPod sistema de interfaz que incluye cable de iPod. Una serie de equipos de seguridad avanzada es estándar, incluyendo Hillstart Control de Asistencia y Control de freno de descenso. Una Llave de Proximidad, sistema Start y Push Button está disponible en el mercado coreano, pero no el de América del Norte. La versión norteamericana utiliza un diseño de tablero de instrumentos diferente de la versión coreana.
En el año 2006 el modelo Tucson para América del Norte se han actualizado con los motores de inyección directa GDI Theta-II que obtienen más potencia y mejores emisiones, luces de cola y de la cabeza de LED, los diseños más elegantes llantas de aleación, y algunas pequeñas mejoras en el sistema de interiores / audio.

## Tercera generación (2016-2021)
El 17 de febrero de 2015 Hyundai dio a conocer los primeros detalles sobre su próxima generación de Tucson antes del debut oficial del cruce en el Salón de Ginebra el 3 de marzo de 2015. Este modelo llegó a salas de exposición en la segunda mitad del año 2015 como modelo del año 2015 y por primera vez va a utilizar el nombre de Tucson en todos los mercados donde se vende.
Durante el Salón de Ginebra Hyundai también dio a conocer dos concepto variantes, una de Tucson híbrido eléctrico y un motor diésel híbrido enchufable . El híbrido de 48V combina un modelo diésel de 2.0 litros con 134 caballos de fuerza (100 kW) y una transmisión manual de seis velocidades, junto con un motor eléctrico de 14 CV (10 kW); el rendimiento del sistema combinado es de 148 caballos de fuerza (110 kW) y 413 Nm (305 libras-pie) de torque. Este sistema aumenta la potencia en un 10%, mientras que sólo emite 109 g / km de CO2. El concepto de plug-in híbrido también se basa en la nueva plataforma de Tucson, está equipado con un motor diésel de 1.7 litros y una transmisión de doble embrague de siete velocidades. El motor genera 113 caballos de fuerza (85 kW) y se acompaña de un 67 CV (50 kW) del motor eléctrico y un 10,7 kWh batería de polímero de iones de litio , que proporciona un rango eléctrico de más de 50 km (31 millas). Salida del sistema combinado es de un máximo de 180 caballos de fuerza (135 kW) con 474 N · m (350 lb-ft) de par motor, estimando las emisiones de CO2 de menos de 48 g / km.

### Tren Motriz
La tercera generación del Hyundai Tucson 2016 está disponible con dos opciones de motor en América del Norte:
- El motor de 2.0 litros de gasolina de inyección directa (GDI) cuatro cilindros en línea (I4), disponible únicamente en la base SE nivel de equipamiento, y un motor de arrastre de la generación anterior Hyundai Tucson, produce 168 caballos de fuerza.
- El motor 1.6L Turbo alimentado cuatro cilindros en línea (I4), disponible en el Eco, Sport y Limited niveles de acabado, produce 175 caballos de fuerza.

El Tucson ofrece dos opciones de transmisión en América del Norte:
- El motor 2.0L I4 se combina con una transmisión automática de 6 velocidades.
- El motor 1.6L Turbo alimentado I4 se combina con una transmisión de 7 velocidades de doble embrague (DCT).

Ambos motores y transmisiones están disponibles con tracción en las ruedas delanteras (FWD), o en las cuatro ruedas (AWD).

### Seguridad
El Tucson de tercera generación fabricado en Corea del Sur en su configuración latinoamericana más básica con 1 airbag recibió 0 estrellas de Latin NCAP en 2021 (similar a Euro NCAP 2014).

## Cuarta generación (2022-presente)
El 14 de septiembre de 2020, Hyundai reveló la cuarta generación de Tucson. El modelo completamente nuevo presenta la parrilla "como una joya" de Hyundai, con luces diurnas geométricas integradas en su diseño. El equipo de diseño de Hyundai, dirigido por Sangyup Lee, su vicepresidente y director del Centro de Diseño Global de Hyundai, ha remodelado el Tucson con guardabarros abultados, huecos de las ruedas en ángulo, una línea de techo nivelada y voladizos cortos.
El Tucson de cuarta generación se ofrece con dos longitudes de distancia entre ejes para diferentes mercados para satisfacer las diferentes necesidades y expectativas de los clientes en diferentes regiones, que son distancia entre ejes corta (2680 mm o 105,5 pulgadas) y distancia entre ejes larga (2.755 mm o 108,5 pulgadas). La mayoría de las regiones fuera de Europa, Oriente Medio y México recibirán la versión de batalla larga. En China, el Tucson de cuarta generación y distancia entre ejes solamente se comercializa como el Tucson L para diferenciarse del modelo anterior.
En el interior, el nuevo Tucson cuenta con un grupo de instrumentos totalmente digital opcional y un volante de cuatro puntos. También incluye una pantalla doble táctil completa de 10,25 pulgadas apilada verticalmente con botón capacitivo y un grupo de indicadores digitales sin capota. Para la versión de batalla larga, Hyundai afirmó que el volumen de carga proporcionará 38,7 pies cúbicos (1.096 L) de espacio utilizable.
Según el mercado, las motorizaciones disponibles varían entre motores de cuatro cilindros Smartstream de 2.0 litros o 2.5 litros, además de motores turbocargados 1.6 T-GDi para su uso con gasolina y motores de 1.6 y 2.0 litros para su uso con diésel. Adicionalmente, en algunos mercados se comercializa una versión híbrida que incluye un motor Smartstream G1.6 T-GDI a gasolina y un motor eléctrico con una batería de 1,49 kWh, disponible en modelo convencional y con recarga enchufable. Según la versión, las transmisiones pueden ser una manual de seis velocidades o automática desde seis hasta ocho velocidades convencional o de doble embrague.

### Seguridad
La Tucson en sus versiones de Europa y Norteamérica equipa de serie seis bolsas de aire, controles de estabilidad, tracción y velocidad, además de sistemas de alerta en cuanto a tráfico cruzado, peatones y frenado de emergencia, obteniendo cinco estrellas en las pruebas de EuroNCAP. En Latinoamérica, donde el nuevo Tucson fabricado en Corea del Sur o República Checa no cuenta con todas las asistencias y, en algunos países, tiene menos bolsas de aire, obtuvo menor calificación en Latin NCAP, contando con 3 estrellas en 2022 (similar a Euro NCAP 2014) solo en las versiones con 6 bolsas de aire y con 0 estrellas en las versiones básicas con solo 2 bolsas de aire.